# Menzúra (orgona)
A menzúra az orgonaépítésben az orgonasípok méretezését jelenti, vagyis a sípok legfontosabb méreteit, illetve e méretek fokozatos változását egy sípsorban. A menzúra határozza meg elsősorban egy regiszter hangszínét, karakterét. Mivel a sípok abszolút méretei a hangmagasságtól függően változnak, a menzúrát szokás relatív méretekként, arányszámokként megadni.

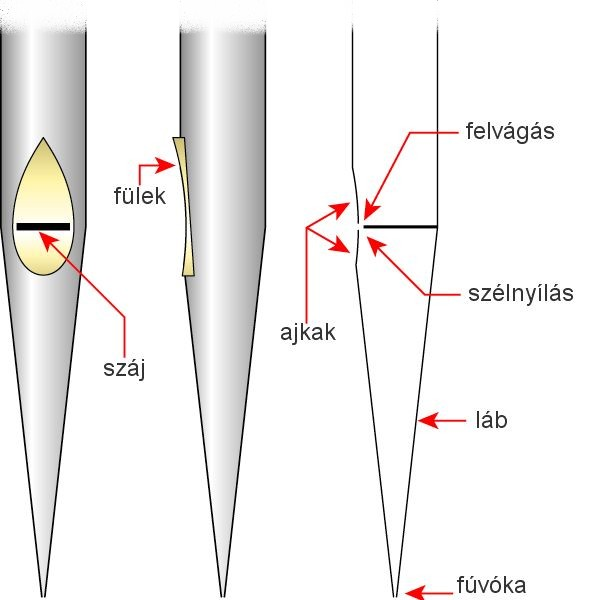
Az ajaksípok felépítése

Ajaksípok esetén a legfontosabb menzúrák:
- hosszúság: a síp testének hosszúsága, mely meghatározza a hang magasságát;
- bőség: a síptest szélességének és hosszúságának aránya;
- ajakszélesség: az ajak szélessége a cső kerületéhez viszonyítva;
- felvágás: a sípszáj magassága a szélességéhez képest.

Nyelvsípok esetén a legfontosabb menzúrák:
- a nyelv méretei, hosszúság, szélesség, vastagság;
- a rezonátor méretei, torok, magasság, szélesség.

A leggyakrabban menzúra alatt az ajaksíp hosszúságának és szélességének arányát értjük, ez az orgonasípok legjellemzőbb, legfontosabb tulajdonsága. Ennek alapján beszélünk szűk menzúrájú, vagy bő menzúrájú regiszterekről.

## Ajaksípok

### Hosszúság és hangmagasság
| Hangmagasság                      | C                | c                | c'               |
| --------------------------------- | ---------------- | ---------------- | ---------------- |
| Cilindrikus nyitott síp hossza    | 2,38 m ( 8 láb ) | 1,16 m ( 4 láb ) | 0,56 m ( 2 láb ) |
| Egy kónikus nyitott síp hossza    | 2,25 m           | 1,10 m           | 0,52 m           |
| Egy kónikus fedett síp hossza     | 1,60 m           | 0,80 m           | 0,40 m           |
| Egy cilindrikus fedett síp hossza | 1,20 m           | 0,60 m           | 0,30 m           |

A síptestben mint rezonátorban létrejövő állóhullám hullámhossza arányos a síptest hosszúságával, vagyis minél hosszabb a síp, annál mélyebb a hang. Nyitott ajaksíp esetén az alaphang félhulláma, fedett síp esetén negyedhulláma jön létre a rezonátorban, vagyis a fedett síp azonos méretek mellett kb. egy oktávval mélyebben szól, mint a nyitott. A kónikus és félfedett sípok hangmagassága e két véglet között van.

### Bőség és hangjelleg
A síp bősége, tehát a hosszúságához viszonyított szélessége nagy mértékben meghatározza a hangzását. A bő sípoknak erős alaphangjuk és viszonylag gyengébb felhangjaik vannak, kerekebben, lágyabban, fuvolaszerűen szólnak. A szűk sípok ezzel szemben felhangokban gazdagabbak, az alaphang viszont gyengébben szólal meg. Hangjukat a vonósokhoz szokták hasonlítani. A principálok képviselik a bő és szűk méretű sípok között a középutat.
Fontos megjegyezni, hogy egy regiszteren belül a sípok átmérője nincs állandó arányban a hosszúsággal, a magasabb hangú, rövidebb sípok általában viszonylag tömzsibbek, mint a mélyebb, tehát hosszabb sípok.

### Az ajak szélessége
Az ajaksíp hangját, ahogy a neve is mutatja, a szájnyílása fölötti éles ajak hozza létre, az áramló levegő ezen törik meg, itt keletkeznek azok a légörvények, peremhangok, amik a síptest rezonanciáit gerjesztik. Az ajakszélességet az ajak szélességének és a síp kerületének hányadosával fejezik ki. A 2/7-es, 1/4-es ajkak szélesnek, az 1/5-ös, 1/6-os ajkak keskenynek számítanak. Két egyenlő átmérőjű síp közül az 1/5-ös ajkú azonos hangszínnél halkabban szól, mint az 1/4-es. Azonos hangerősségnél viszont felhangdúsabban, élesebben szól, vonósjellegűbb.

### A felvágás magassága
A felvágás a felső és alsó ajak közötti távolság, illetve ennek aránya az ajak szélességéhez. A magas felvágású síp fénytelenebbül, tompábban szól, mint az alacsony felvágású. A sípok akkor szólnak a legszebben, ha a számukra optimális szélmennyiséget és az ennek megfelelő felvágási magasságot nem lépik túl.

## Nyelvsípok

### A nyelv méretei
A nyelvsíp hangját egy egyik végén rögzített vékony fémlemezke, a nyelv rezgése hozza létre. A nyelv rezgésszáma függ a hosszúságától és a vastagságától. Minél hosszabb a nyelv szabadon rezgő része, annál mélyebb a hang, a hangoláshoz használt hangolókampó mozgatásával ez módosítható. Azonos nyelvhosszúság mellett a vékonyabb nyelv mélyebb hangot eredményez. Azonos hangmagasság esetén a vékonyabb nyelv felhangokban gazdagabb hangot ad.

### A rezonátor méretei
| Hangmagasság              | C      | c      | c'     |
| ------------------------- | ------ | ------ | ------ |
| Tölcsér formájú rezonátor | 2,20 m | 1,12 m | 0,57 m |
| Henger formájú rezonátor  | 1,20 m | 0,60 m | 0,30 m |

A nyelvsípok hangja az ajaksípokéhoz hasonlóan rezonátorral felerősíthető, de fontos különbség, hogy a rezonátor ebben az esetben mindig egyik végén (a sípnál) zárt csőként viselkedik. Helyes méretezés esetén ezért a cilindrikus rezonátorok hosszúsága a fedett ajaksípokénak felel meg (például Krummhorn). A tölcsér alakú rezonátorok hossza viszont nagyjából megfelel a kónikus nyitott ajaksípokénak (például Trompete). Léteznek rövidített tölcsérű nyelvsípok is, ezek hangja halkabb, de felhangdúsabb (például Regal).
Az ajaksípokkal szemben, ahol a hangmagasságot a rezonátor sajátfrekvenciája határozza meg, a nyelvsípok rezgő nyelvének tömege jóval nagyobb, mint a rezonáló levegőoszlopé, így az „erősebb jogán” a nyelv rugalmasságából eredő sajátrezgés dönti el a síp hangmagasságát, a rezonátortól szinte függetlenül.